# Січневе (Синельниківський район)
Січне́ве — село в Україні, в Синельниківському районі Дніпропетровської області. Входить до складу Великомихайлівської сільської громади. Населення становить 298 осіб.

## Географія
Село Січневе знаходиться за 2 км від правого берега річки Ворона і за 3,5 км від лівого берега річки Вовча, за 2 км від села Маліївка. Селом тече Балка Дедиха.

## Історія
Виникло з хутора Январського. За версією К. К. Цілуйко, назва села пішла від прізвища засновника хутора. Виникло поселення на початку XX століття.
До 2016 року було у складі Великомихайлівської сільської ради.
12 червня 2020 року, відповідно до розпорядження Кабінету Міністрів України № 709-р від «Про визначення адміністративних центрів та затвердження територій територіальних громад Дніпропетровської області», увійшло до складу Великомихайлівської сільської громади.
19 липня 2020 року, в результаті адміністративно-територіальної реформи та ліквідації Покровського району, село увійшло до складу новоутвореного Синельниківського району.
19 вересня 2024 року Верховна Рада підтримала перейменування села Январське на Січневе. 26 вересня 2024 року перейменування набуло чинності.

## Населення

### Мова
Розподіл населення за рідною мовою за даними перепису 2001 року:
| Мова            | Кількість | Відсоток |
| --------------- | --------- | -------- |
| українська      | 276       | 92.62%   |
| російська       | 13        | 7.04%    |
| інші/не вказали | 1         | 0.34%    |
| Усього          | 298       | 100%     |